# Caleb Landry Jones
Caleb Landry Jones (ur. 7 grudnia 1989 w Garland) – amerykański aktor filmowy i telewizyjny, a także muzyk.

## Życiorys
Aktorstwem zajął się w 2007, zaczynając od epizodycznych występów, m.in. w oscarowym filmie To nie jest kraj dla starych ludzi w reżyserii Joela i Ethana Coenów. Pojawił się następnie w kilku odcinkach seriali Friday Night Lights i Breaking Bad.
Pierwszą większą rolę otrzymał w amerykańskim horrorze Ostatni egzorcyzm (2010). W 2011 wcielił się w postać Banshee w filmie X-Men: Pierwsza klasa, w którym wystąpili także m.in. James McAvoy, Michael Fassbender i Jennifer Lawrence. Rok później dostał jedną z głównych ról w Kontrabandzie u boku Marka Wahlberga, Kate Beckinsale i Giovanniego Ribisiego, a także główną rolę w kanadyjskim horrorze Antiviral.
Największy sukces odniósł tytułową rolą w australijskim filmie Nitram z 2021 w reżyserii Justina Kurzela. Za kreację tę otrzymał nagrodę dla najlepszego aktora na 74. MFF w Cannes.

## Wybrana filmografia
- 2007: Supersamiec
- 2007: To nie jest kraj dla starych ludzi
- 2008: Friday Night Lights
- 2008: The Longshots
- 2009: Breaking Bad
- 2010: Ostatni egzorcyzm
- 2010: The Social Network
- 2011: Summer Song
- 2011: X-Men: Pierwsza klasa
- 2012: Antiviral
- 2012: Byzantium
- 2012: Kontrabanda
- 2013: Tom
- 2014: Bóg wie co
- 2014: God's Pocket
- 2014: Queen and Country
- 2014: Upadek legendy
- 2015: Stonewall
- 2016: War on Everyone
- 2017: Barry Seal: Król przemytu
- 2017: Projekt Floryda
- 2017: Trzy billboardy za Ebbing, Missouri
- 2017: Twin Peaks
- 2017: Uciekaj!
- 2018: Tyrel
- 2018: Welcome the Stranger
- 2019: Truposze nie umierają
- 2021: Nitram